# Шол Крик Естејтс (Мисури)
Шол Крик Естејтс (енгл. Shoal Creek Estates) град је у америчкој савезној држави Мисури.

## Демографија
По попису из 2010. године број становника је 96, што је 45 (88,2%) становника више него 2000. године.
| Група             | 2000.      | 2010.      |
| Белци             | 45 (88,2%) | 89 (92,7%) |
| Афроамериканци    | 0 (0,0%)   | 2 (2,1%)   |
| Азијати           | 0 (0,0%)   | 0 (0,0%)   |
| Хиспаноамериканци | 2 (3,9%)   | 5 (5,2%)   |
| Укупно            | 51         | 96         |